# Навроцкий, Вадим Анатольевич
Вадим Анатольевич Навроцкий (род. 13 марта 1977) — российский хоккеист, защитник. Тренер.

## Биография
Воспитанник липецкого хоккея, начинал играть в команде «Русский вариант» (1993/94). Следующий сезон начал в череповекой «Северстали-2», но не проведя ни одного матча, перешёл в «Крылья Советов-2». Вернувшись в Липецк, провёл за ХК «Липецк» восемь сезонов. Затем играл за белорусские «Химволокно-Могилёв» (2003/04) и «Гомель» (2003/04 — 2004/05), ХК «Липецк» (2005/06, 2008/09 — 2010/11, 2012/13), «Дизель» Пенза (2006/07 — 2007/08) «Буран» Воронеж (2011/12).
Участник хоккейного турнира зимней Универсиады 2001 года.
Окончил факультет экономики и информатики ЛГПУ.
Директор липецкого Дворца спорта «Звёздный», с 2017 года также директор спортивной школы олимпийского резерва № 11, где работал тренером. Директор МХК «Липецк» (2018—2019).